# Lâu đài sông Dunajec
Các lâu đài sông Dunajec là một chuỗi gồm mười ba lâu đài thời trung cổ (một số không còn tồn tại nữa), được xây dựng ở phía nam Lesser Poland, Ba Lan, dọc theo sông Dunajec. Các lâu đài đã bảo vệ biên giới giữa Vương quốc Ba Lan và Vương quốc Hungary, cũng như một tuyến giao thương quốc tế rất quan trọng, đi dọc theo Dunajec và Poprad chạy thẳng xuống theo sông Danube. Hầu hết các lâu đài hiện đang bị hủy hoại, và một số đã biến mất. Lịch sử của chúng bắt nguồn từ thời kỳ được gọi là phân chia của Ba Lan vào đầu thế kỷ 12, khi đó, theo Di chúc của Bolesław III Wrymouth, đất nước này được chia thành nhiều tỉnh. Các lâu đài sông Dunajec nằm trên lãnh thổ của hai thành trì, Wojnicz và Nowy Sacz, ở cực nam của tỉnh Seniorate.

## Lâu đài

### Wielka Wieś - Lâu đài Trzewlin
Việc xây dựng lâu đài Trzewlin bắt đầu vào đầu thế kỷ 14, và được khởi xướng bởi gia đình Białon (huy hiệu Rawa), sau này đổi tên cuối cùng thành Trzewliński. Vào thế kỷ 15, lâu đài thuộc về gia đình Wielowieyski (huy hiệu của Półkozic). Theo nhà sử học và nhà dân tộc học thế kỷ 19 Żegota Pauli, vào năm 1543, lâu đài Trzewlin đã được vua Sigismund I the Old và vợ ông Bona Sforza đến tạm trú để thoát khỏi một trận dịch. Người ta không biết lâu đài bị bỏ hoang từ khi nào. Nhiều khả năng, nó đã bị phá hủy trong cuộc xâm lược Ba Lan của Thụy Điển (1655-1660), và vào cuối thế kỷ 17, các bức tường của nó đã bị cư dân của Wojnicz kéo xuống. Tất cả những gì còn lại là một con hào cạn nước và tàn dư của các bức tường.
Lâu đài Trzewlin nằm trên một ngọn đồi có tên Panieńska Gora, bên bờ trái của Dunajec,cao 120 mét trên thung lũng sông. Khu phức hợp bao gồm ba phần: lâu đài phía trên (hình vuông, với khuôn viên rộng 40 x 40 mét), lâu đài phía dưới (hình tam giác), và một khu định cư kiên cố tròn, ngăn cách với cả hai lâu đài bởi con hào. Các di tích nằm cách khoảng 12 km về phía tây nam của Tarnów và 3 km về phía nam của Wojnicz.

### Melsztyn - Lâu đài Melsztyn (đã bị hủy hoại)
Thống đốc của Kraków, Spicymir (huy hiệu của Leliwa) đã bắt đầu xây dựng lâu đài Melsztyn vào năm 1340. Năm 1362, Đức cha Bodzanta ban phước cho nhà nguyện Chúa Thánh Thần trong lâu đài. Trong suốt 200 năm, khu phức hợp vẫn nằm trong tay của nhà quý tộc gia đình của Leliwita Melsztyński (xem Spytek của Melsztyn), người vào cuối thế kỷ 14 đã xây dựng một tòa tháp mang phong cách kiến trúc Gothic, nằm ở cánh phía Tây của lâu đài. Vào thế kỷ 15, Melsztyn là một trong những trung tâm của phong trào Hussite Ba Lan. Vào năm 1511, Jan Melsztyński đã bán nó cho các diễn viên của Wiślica, Mikołaj Jordan của Myślenice. Khoảng năm 1546, Spytek Jordan đã ra lệnh tu sửa lại khu bảo tồn Gô tích, biến nó thành nơi ở thời Phục hưng. Sau cuộc hôn nhân của hai cô con gái, Melsztyn trở thành tài sản của gia đình Tarło, và vào năm 1744, nó đã vào tay gia đình Lanckoroński. 

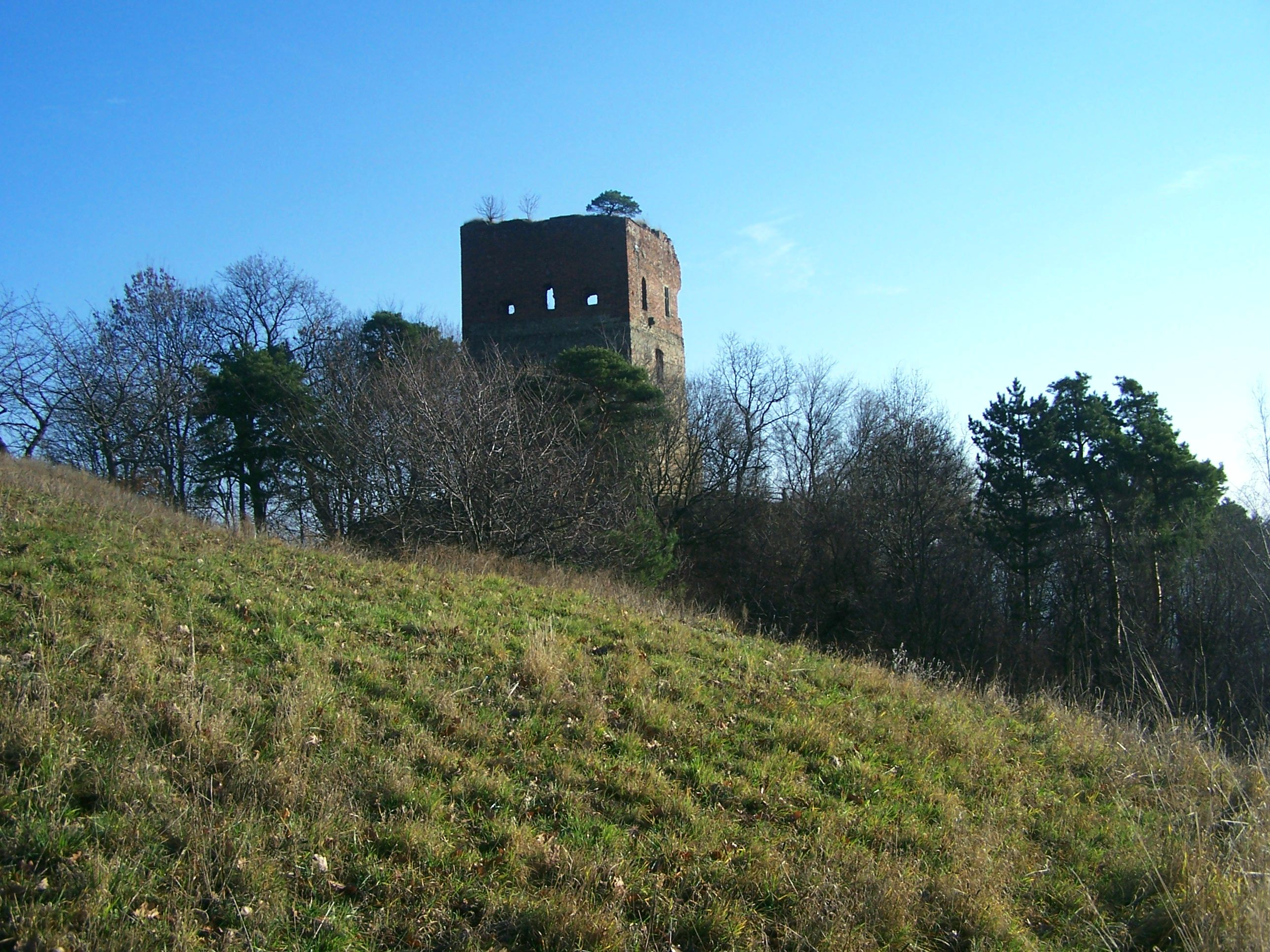
Tàn tích của lâu đài Melsztyn

Lâu đài Melsztyn đã bị người Nga phá hủy vào năm 1771, trong Liên đoàn luật sư, và đã bị hủy hoại kể từ đó. Vào năm 1789-1796, một phần của khu phức hợp đã bị phá dỡ, để làm vật liệu xây dựng cho một nhà thờ tại Domosławice. Trong những năm tiếp theo, các tàn tích đã bị bỏ rơi, dẫn đến sự sụp đổ của khu bảo tồn (1846). Vào năm 1879-85, do những nỗ lực của Karol Lanckoroński, lâu đài đã đạt được phân loại là một di tích vĩnh viễn và được bảo tồn. Kể từ năm 2008, nó đã thuộc về gmina của Zakliczyn. Lâu đài có các bức tranh của Jan Matejko, Napoleon Orda và Maciej Bogusz Steczyński. Lâu đài Melsztyn nằm gần đường 980, đi từ Nowy Sącz đến Tarnow.

### Czchów - Lâu đài Czchów (đã bị hủy hoại)

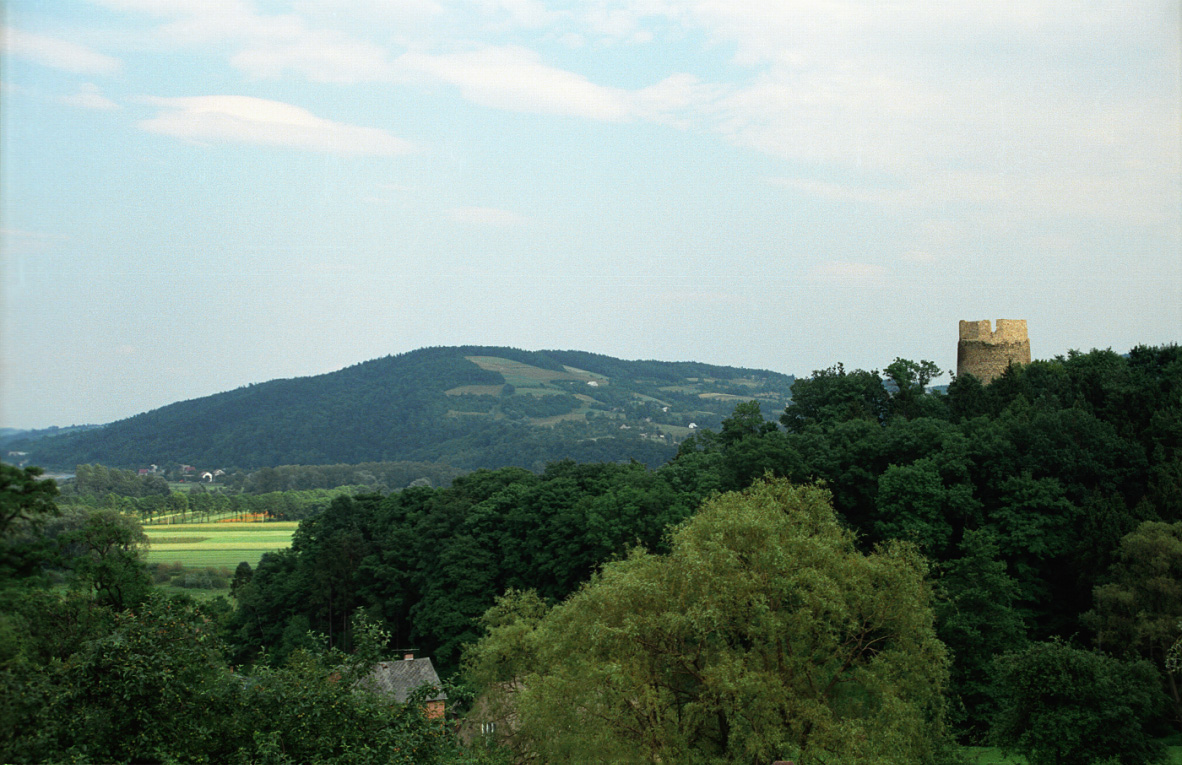
Tàn tích của lâu đài Czchów

Lịch sử của lâu đài Czchów bắt nguồn từ thế kỷ 13, khi một tháp canh La Mã được xây dựng ở đó. Vào thế kỷ 14, một lâu đài phòng thủ đã được thêm vào tòa tháp. Nó đã trở thành nơi cư ngụ của những người canh lâu đài Czchów, và đã bị phá hủy trong các cuộc chiến tranh Thụy Điển vào giữa thế kỷ thứ 17 (xem Deluge). Cuối cùng, khi lâu đài mất đi tầm quan trọng quân sự, nó đã bị biến thành nhà tù, đóng cửa vào năm 1772, sau thời kỳ phân vùng đầu tiên của Ba Lan. Hiện tại, phần còn lại của tòa nhà là một tòa tháp thế kỷ 14 và nền móng của bức tường phòng thủ. Tòa tháp mở cửa cho du khách từ tháng 5 đến 31 tháng 10.

### Wytrzyszczka - Lâu đài Tropsztyn (được xây dựng lại)
Lâu đài Tropsztyn có lẽ được xây dựng vào đầu thế kỷ 13 bởi gia đình Ośmioróg. Nó được đề cập lần đầu tiên vào năm 1231 và vẫn thuộc sở hữu của gia đình này trong suốt 300 năm Một sắc lệnh hoàng gia năm 1535 đã trao Tropsztyn cho các thành viên của Sandomierz, Piotr Kmita. Vào nửa sau của thế kỷ 16, nó có lẽ đã trở thành nơi ẩn náu của những tên cướp trên đường, từ khi nó bị phá hủy một phần vào năm 1574 bởi những người chủ của Rożnów, do các cuộc tấn công của người Hồi giáo, được tổ chức từ lâu đài. Đến năm 1608, Tropsztyn, thuộc sở hữu của gia đình Zborowski, đã được mô tả là một đống đổ nát. 

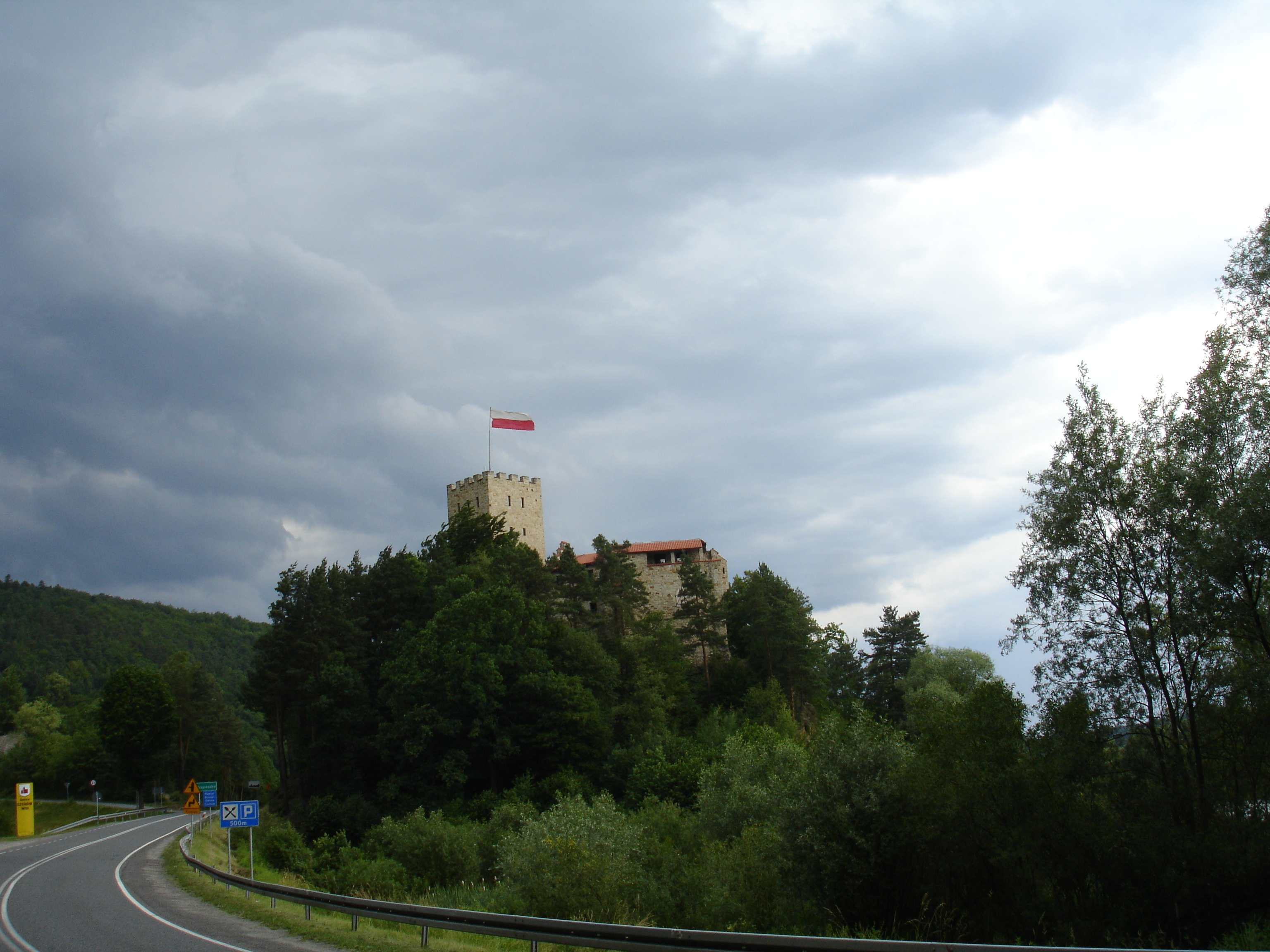
Lâu đài Tropsztyn

Các công trình khảo cổ được thực hiện vào năm 1863 bởi nhà sử học Nowy Sącz Szczęsny Morawski. Năm 1970, nó được mua bởi Andrzej Benesz và Tropsztyn được xây dựng lại vào năm 1993. Bây giờ, lâu đài mở cửa cho du khách vào tháng Bảy và tháng Tám. Theo truyền thuyết, một kho báu của người Inca được giấu ở đâu đó trong Tropsztyn, khi chủ sở hữu cuối thế kỷ 18 của nó, Sebastian Berzewiczy, đến Spanish Peru, nơi ông kết hôn với một công chúa Inca và trở về Ba Lan với kho báu.

### Rożnów - Lâu đài Rożnów (được xây dựng lại)
Lâu đài Rożnów, nằm cách 20 km về phía bắc của Nowy Sącz, bao gồm một lâu đài thượng lưu thời trung cổ và các công sự Phục hưng (lâu đài thấp hơn). Lịch sử của nó bắt nguồn từ thế kỷ 13, khi gia đình Gryfita xây dựng một tháp canh. Lâu đài có lẽ được xây dựng vào năm 1350-1370 bởi Piotr Rozen (huy hiệu của Gryf). Nó có hình dạng thuôn dài, 44 mét x 20 mét. Năm 1426, lâu đài được mua bởi một trong những hiệp sĩ nổi tiếng nhất Ba Lan, Zawisza Czarny, và sau khi ông qua đời, nó thuộc về con trai ông. Vào cuối thế kỷ 15, Rożnów chuyển sang sở hữu của gia đình Wydźga, và sau đó, đến gia đình Tarnowski. 

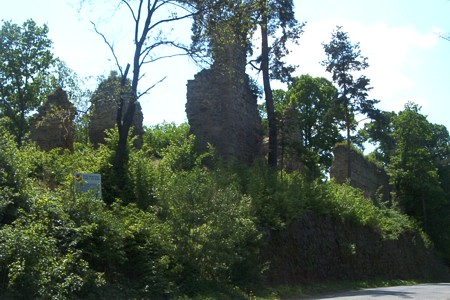
Lâu đài Rożnów

Vào nửa đầu thế kỷ 16, trong thời kỳ hoàng kim của Ba Lan, Chỉ huy Jan Tarnowski bắt đầu xây dựng lại pháo đài tại Rożnów. Ông đã lên kế hoạch cho một trong những pháo đài kiên cố nhất trong Khối thịnh vượng chung Litva của Ba Lan, bảo vệ biên giới phía nam của quốc gia chống lại Đế chế Ottoman, sau khi Trận Mohács nổi lên như một quốc gia thống trị ở Đông Nam Âu. Cái chết của Tarnowski năm 1561 chấm dứt các kế hoạch này, và việc xây dựng chưa bao giờ được hoàn thành.

### Gródek nad Dunajcem - Lâu đài Gródek nad Dunajcem (không còn tồn tại)
Lâu đài Gródek nad Dunajcem có lẽ được xây dựng vào đầu thế kỷ 14 bởi Klemens de Gródek, trên đồi Grodzisko ở làng Gródek nad Dunajcem. Tòa nhà đã bị phá hủy vào cuối thế kỷ 14 hoặc đầu thế kỷ 15, những tàn tích của nó có thể còn được nhìn thấy vào cuối thế kỷ 20. Hiện tại, không còn dấu vết nào của lâu đài và Grodzisko Hill là một hòn đảo (được gọi là Đảo Khỉ) trên Hồ Rożnowskie.

### Kurów - Lâu đài Kurowska Góra Hill (không còn tồn tại)
Lâu đài Kurowska Góra còn được gọi là Curow castrum vào năm 1308 và sau đó được đề cập bởi Jan Długosz. Trong một thời gian, lâu đài có lẽ thuộc về Giám mục Jan Muskata. Người ta biết rất ít về tòa lâu đài nằm ở làng Kurów này. Một số nguồn ghi lại nó là Lâu đài Lemiesz.

### Nowy Sącz - Lâu đài Hoàng gia

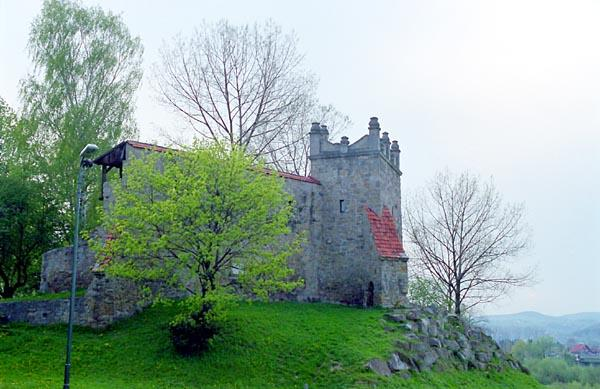
Lâu đài Sącz

### Zabrzeż - Lâu đài Zabrzeż (không còn tồn tại)
Lâu đài thời trung cổ này nằm ở làng Zabrzeż, gần Nowy Sącz, bên tả ngạn sông Kamienica, gần ngã ba sông với Dunajec, cao 84 mét so với lòng sông. Vào thời cổ đại, đây từng là khu nhà gỗ định cư Lusatian. Vào thế kỷ 13, một lâu đài phòng thủ nhỏ đã được xây dựng. Nó được xây dựng bằng đá, trong một hình tròn với chu vi khoảng 30 mét. Những gì còn lại bây giờ là dấu vết của con hào. Các nhà sử học đã không thể xác định chủ sở hữu của lâu đài, vì có rất ít tài liệu. Ngôi làng Zabrzez được nhắc đến lần đầu tiên vào năm 1312. Hơn nữa, không biết khi nào lâu đài bị phá hủy hay nó thuộc về ai. Những bức tường còn sót lại vẫn còn được nhìn thấy vào đầu thế kỷ 20.

### Krościenko nad Dunajcem- Lâu đài Pieniny
Lâu đài cổ được xây dựng trên sườn phía bắc của một ngọn đồi dốc, thấp hơn vài mét so với đỉnh của nó, trong vùng lân cận của đỉnh Trzy Korony trên dãy núi Pieniny. Tòa nhà nhỏ, do thiếu không gian, nhưng được đặt ở một nơi có sự phòng thủ tự nhiên. Chiều dài của các bức tường phòng thủ là 88 mét, và các bức tường dày 1 mét, được làm từ đá vôi địa phương. Cánh cổng nằm ở phía tây của lâu đài, bên dưới có hầm. Theo Jan Długosz, trong cuộc xâm lược Mông Cổ thảm khốc của Ba Lan (1259), Hoàng tử Bolesław V the Chaste đã trốn đến Lâu đài Pieniny (cũng được gọi là Fidel Pyeniny), cùng với mẹ và vợ Kinga của Ba Lan. Tuy nhiên, các nhà sử học nghi ngờ những giả thuyết của Długosz, khẳng định rằng việc xây dựng lâu đài không được bắt đầu cho đến những năm 1280. Lâu đài bảo vệ biên giới phía nam của Lesser Poland, và có lẽ đã bị bỏ rơi vào nửa đầu thế kỷ 14 và bị phá hủy vào thế kỷ 15 (rất có thể là vào năm 1433, trong một cuộc đột kích của Hussite.

### Niedzica - Lâu đài Dunajec

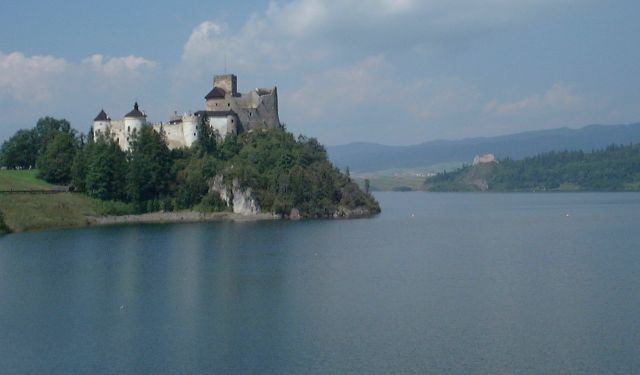
Lâu đài Niedzica

### Czorsztyn - Lâu đài Czorsztyn

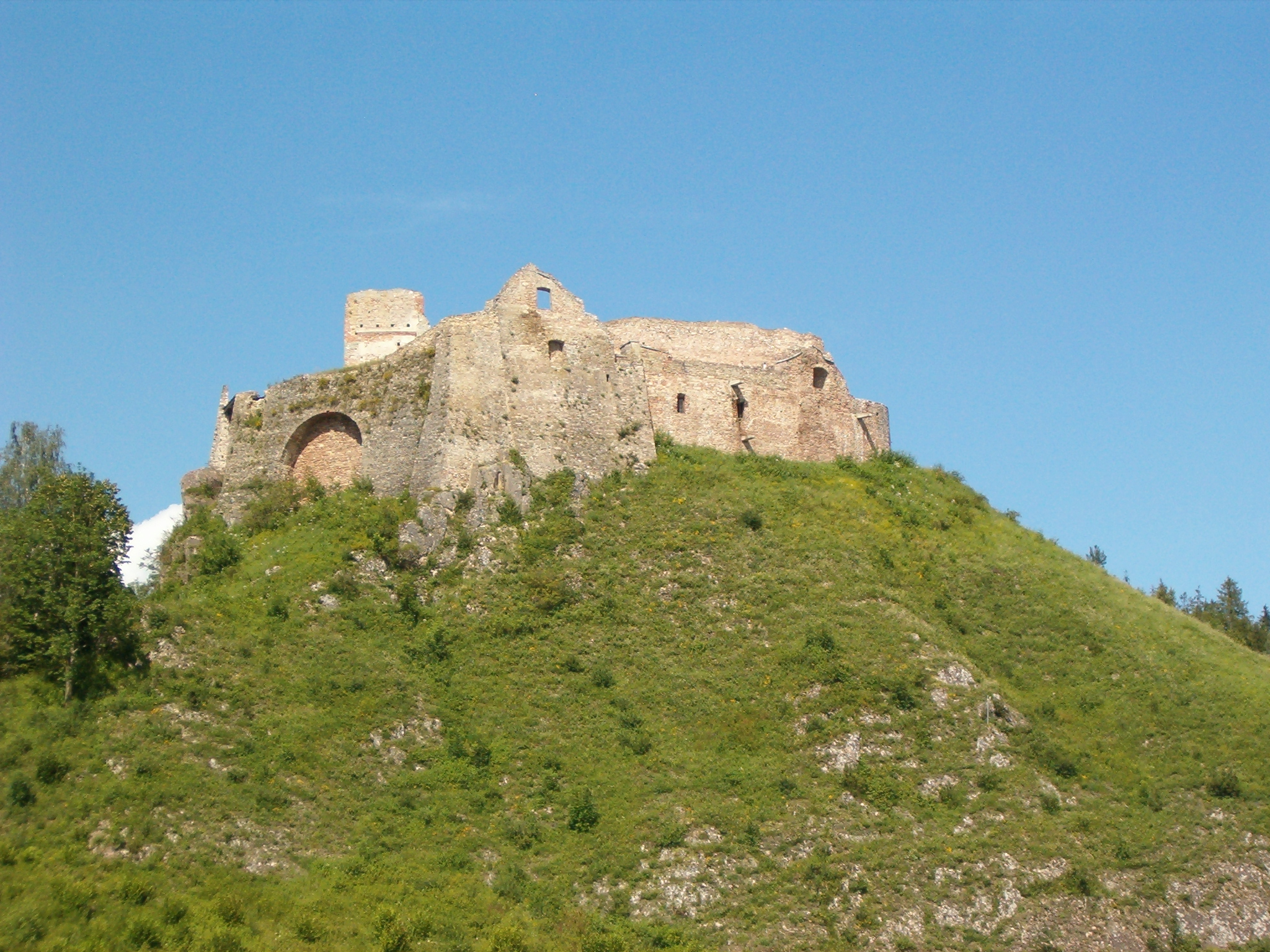
Lâu đài Czorsztyn

### Szaflary - Lâu đài Szaflary (không tồn tại)
Lâu đài nằm trên một ngọn đồi đá vôi, bên bờ trái của White Dunajec. Vào thế kỷ 13 và 14, cùng với làng Szaflary, nó thuộc về tu viện dòng Xít từ Ludźmierz và Szczyrzyc. Năm 1380, nó trở thành tài sản của hoàng gia. Vào năm 1470-1480, dưới triều đại của Casimir IV Jagiellon, lâu đài được cho một quý tộc địa phương Piotr Komorowski thuê. Ba năm sau, Szaflary bị tước đi khỏi ông, như một hình phạt cho sự ủng hộ của ông đối với Quốc vương Hungary Matthias Corvinus. Sau đó, pháo đài Schaflari biến thành đống đổ nát.
Lâu đài Szaflary đứng trên một đỉnh đồi bằng phẳng, có kích thước 20 x 30 mét. Nó được bao quanh bởi một bức tường, vào năm 1474 được củng cố bởi một thành lũy. Hiện tại, có một ngôi nhà tại chỗ lâu đài từng đứng. Tất cả những gì còn lại của lâu đài là một phần của bức tường phòng thủ thế kỷ 14, cùng với thành lũy.

## Nhà gỗ dọc theo Dunajec
Thượng nguồn Dunajec chảy giữa các ngọn đồi, và một vài ngôi nhà gỗ của các vị lãnh chúa thời Trung cổ vẫn còn sót lại dọc theo thung lũng. Tại Wojnicz, một khu định cư Slav của thế kỷ thứ 10 từng tồn tại trên một hòn đảo khô cách mặt nước vài mét. Khu định cư trở thành một thành trì, và trở thành thị trấn Wojnicz. Các nhà gỗ và khu định cư khác được đặt tại:
- Zawada Lanckorońska (thế kỷ 9-11, trên một ngọn đồi có tên Zamczysko)
- Białawoda - phần còn lại của lãnh thổ văn hóa Lusatian, nằm trên đồi Białawodzka Góra
- Kurów - một lãnh chúa Lusatian khác trên đồi Kurowska Góra
- Marcinkowice - phần còn lại của một lãnh chúa Lusatian, vào thế kỷ thứ 9 đã bị người Slav chiếm giữ, trên một ngọn đồi có tên Grodzisko
- Chełmiec - một người Lusatian, sau này là chúa tể Slav trên đồi Chelm
- Podegrodzie - hai vị lãnh chúa triều đại Piast đầu tiên trên hai ngọn đồi
- Naszczowice - Lusatian và chúa tể Piast trên đồi Zamczysko
- Maszkowice - chúa tể Lusatian trên đồi Góra Zyndrama
- Zabrzeż - chúa tể Lusatian trên đồi Babia Góra